# Russula mustelina
Russule belette
Espèce
La Russule belette (Russula mustelina) est une espèce de champignons basidiomycètes de la famille des Russulaceae. Cette russule doit son nom à la couleur noisette (brun-jaune), mate et pruineuse) de sa cuticule, et elle peut ressembler étrangement au Cèpe de Bordeaux quand elle est jeune. Elle pousse surtout au pied des épicéas dans les régions montagneuses, en été et en automne. C'est un bon comestible, malgré la consistance dure de sa chair croquante.

## Dénominations et taxinomie

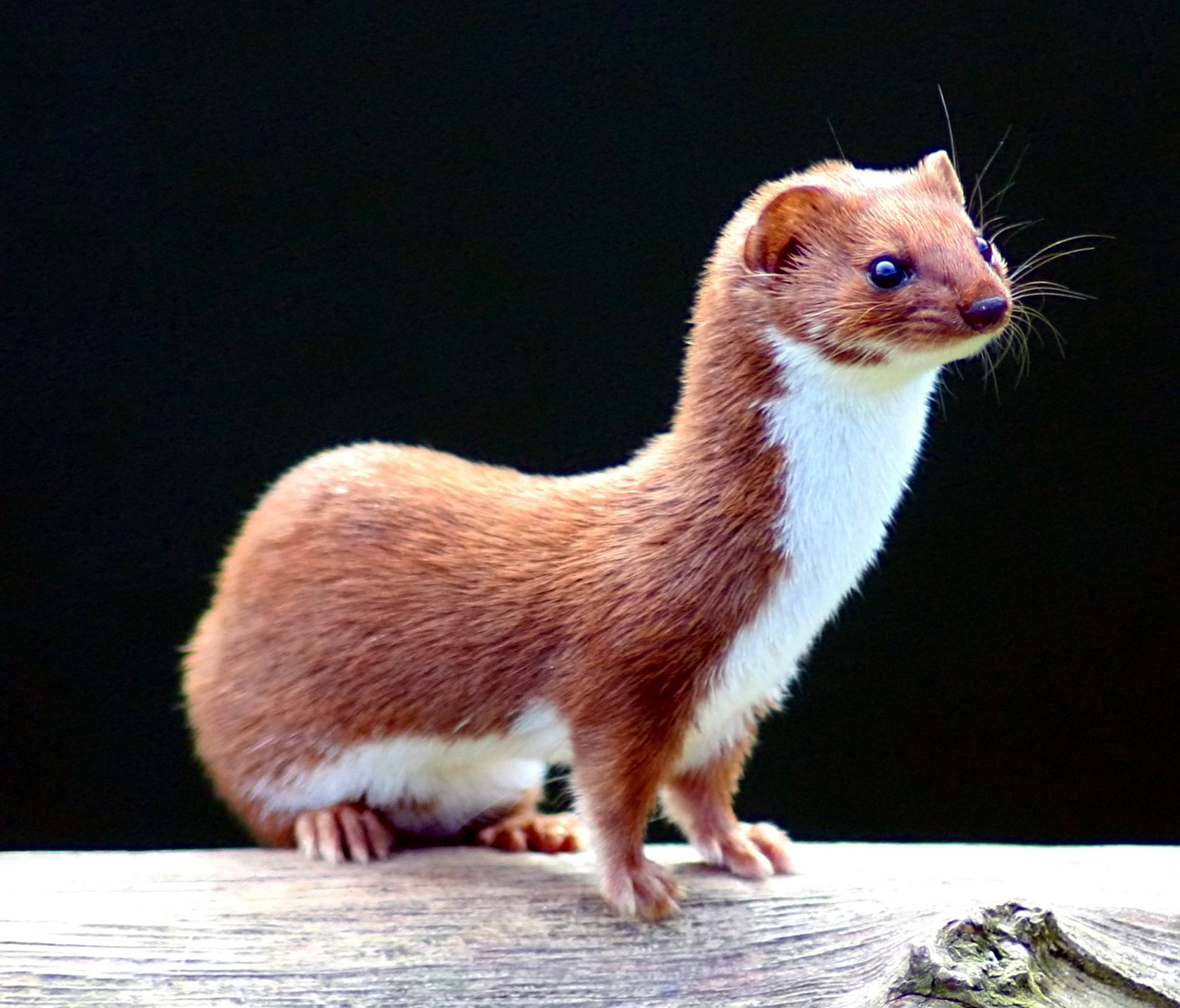
Belette

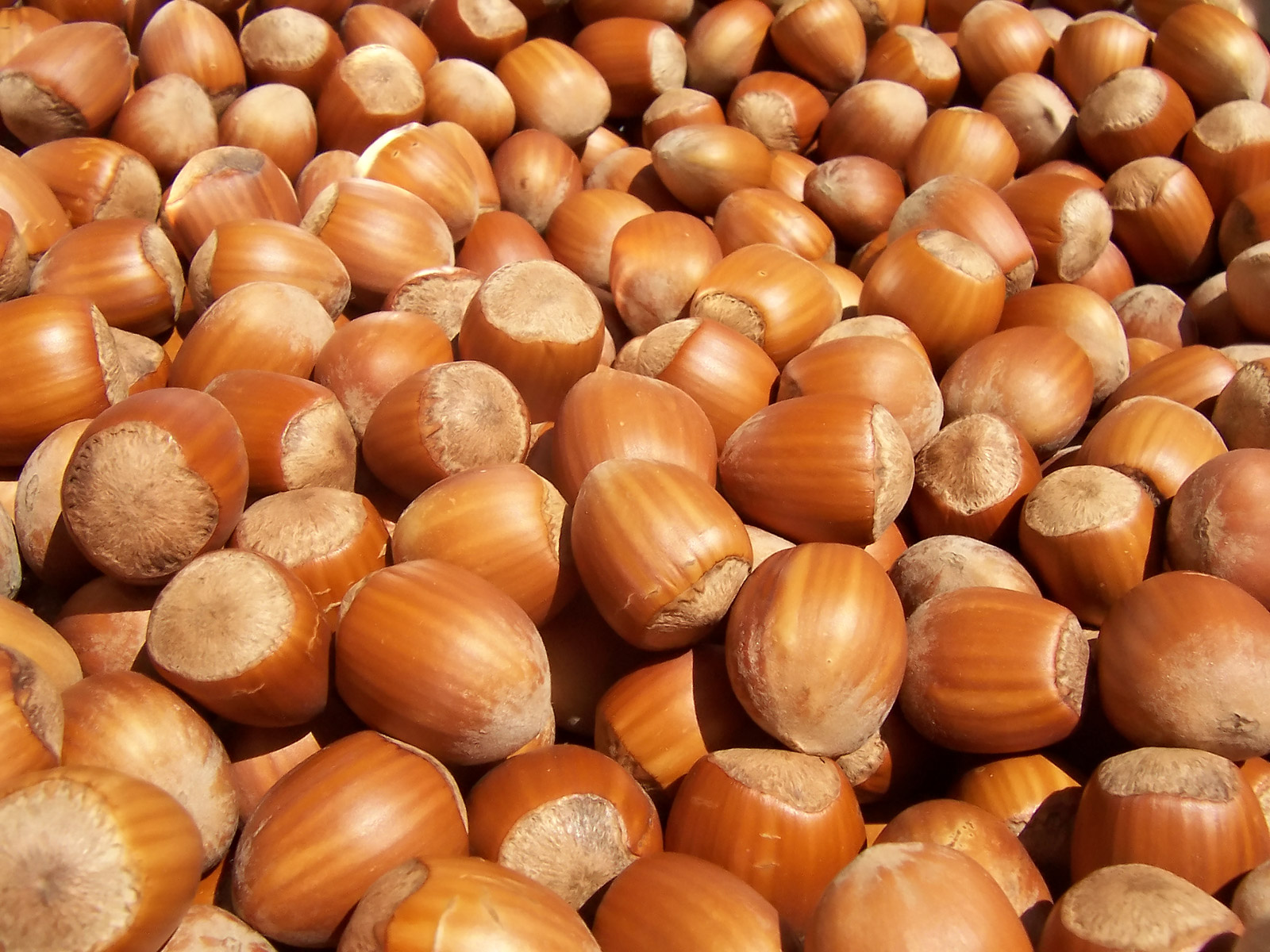
couleur noisette

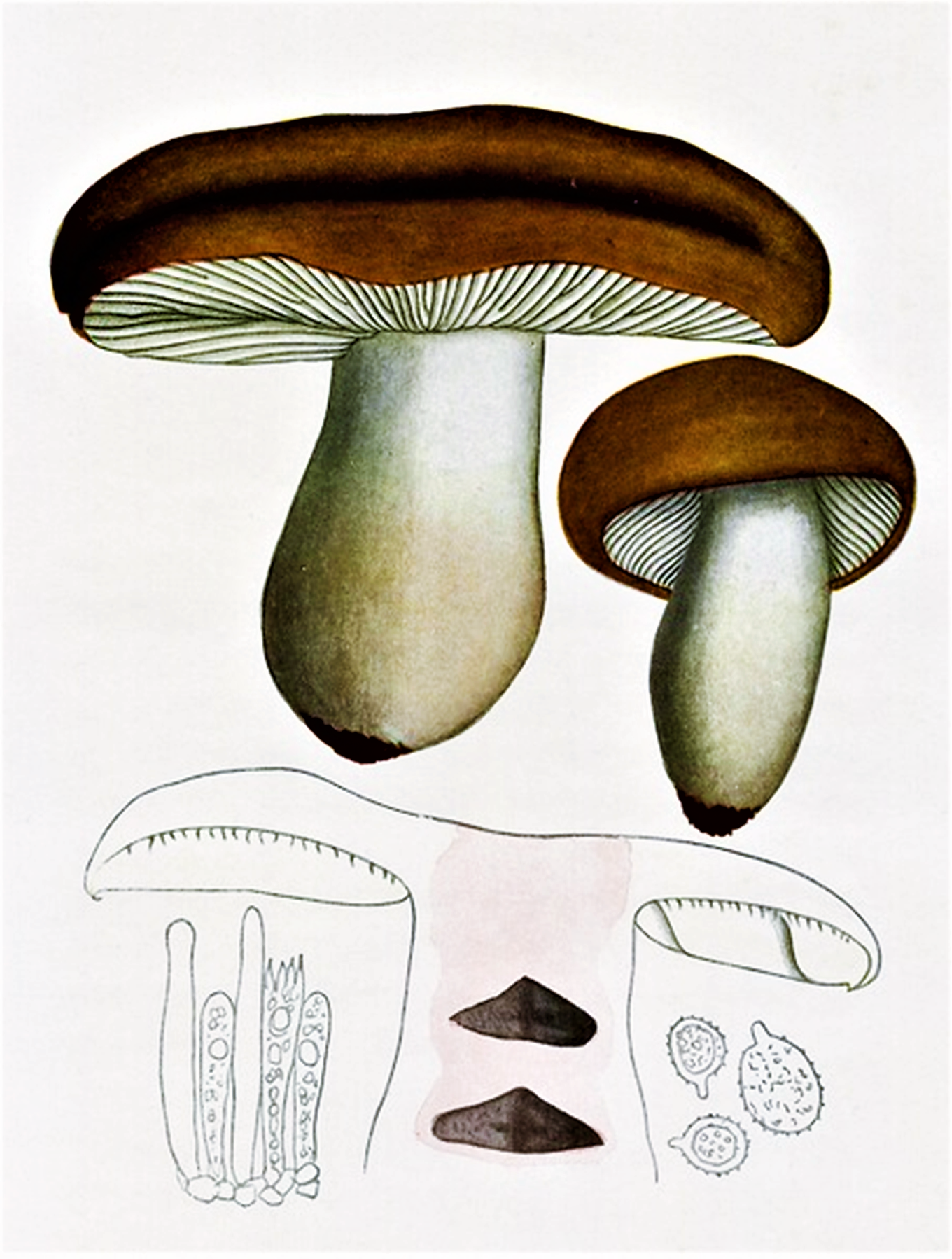
Illustration de 1929 par Giacomo Bresadola.

L'espèce est décrite pour la première fois par le mycologue britannique James Bolton en 1788 dans son ouvrage An history of fungusses growing about Halifax, sous le nom binominal Agaricus elephantinus, synonyme hétérotypique qui sera sanctionné par Elias Fries, comme une variété de R. adusta. Le maître suédois retrouve enfin notre espèce en Suède en 1838 comme nouvelle et la nomme Russula mustelina, ou « Russule belette », à cause de la couleur et peut-être aussi de l'aspect pruineux de son chapeau rappelant la peau de l'animal (genre Mustela).
Deux variétés ont été décrites :
- Russula mustelina var. iodiolens Bon & H. Robert, 1985 ;
- Russula mustelina var. fulva Bon ex Bon, 1986.

L'espèce a une sporée de couleur crème en Europe, alors qu'elle est jaunâtre à ocrée sur les récoltes du Québec. Il est assez probable qu'il s'agisse de taxons différents.

## Description
Le chapeau, qui mesure entre 7 et 15 cm de diamètre, est d'abord subglobuleux, puis longtemps convexe-ombiliqué et enfin étalé à déprimé. Il est ferme, voire dur, et charnu. La marge est mince, très incurvée, régulière ou parfois ondulée et rarement courtement striée-cannelée, plus claire que le reste ou concolore. La cuticule, qui est épaisse, tenace et élastique, viscidule, d'abord lisse et brillant d'un éclat gras mais vite sèche et mate, longtemps pruineuse, séparable à mi-rayon, peut être pelée sur les bords. Sa couleur est assez uniforme, de teinte chamois brunâtre, brun-ocracé, brun noisette ou « couleur de cèpe », à brun rougeâtre, et souvent brun bistre ou noirâtre au centre, parfois marbré de rouillé, à reflets pourpres, ou nuancé de plages plus claires.

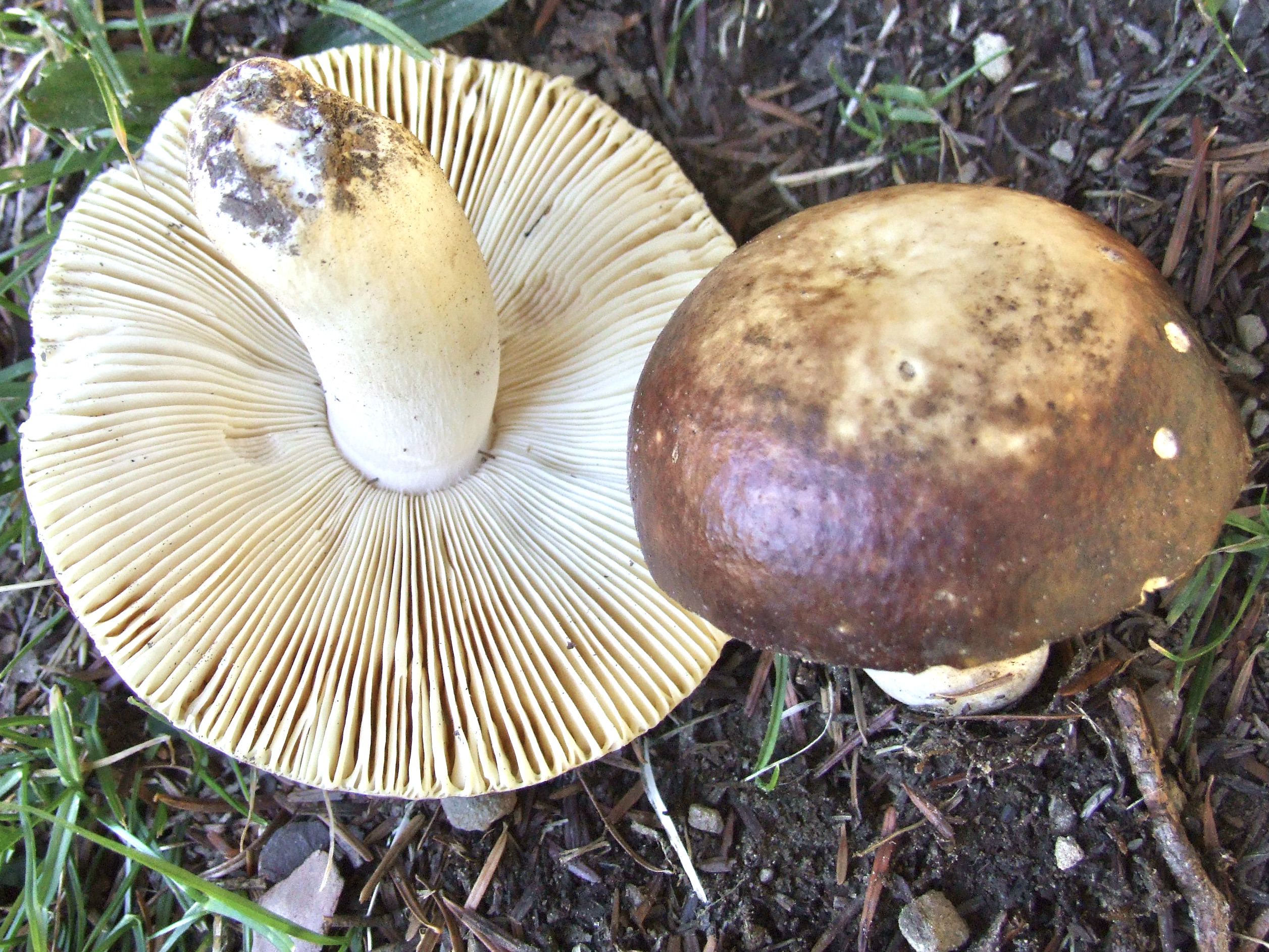
Les lames de teinte crème et un chapeau un peu décoloré.

Les lames sont très serrées, puis assez serrées avec de rares lamellules, très fourchues, anastomosées, voire porées sur 5 mm autour du stipe, interveinées, larges de 5 à 10 mm, épaisses à la base, adnées ou sinuées, rigides, à consistance un peu grasse (dite « lardacées ») au toucher. Elles sont blanc crème puis nuancées d'ocre jaunâtre pâle dans les sinus. L'arête est assez mince, entière, concolore, tachée de brun rouillé dans la vieillesse.
Le stipe est trapu, 5-10 x 2-3 cm, souvent un peu ventru (renflé au milieu), puis égal ou atténué à la base, plein, ferme, puis farci et enfin médulleux sous un cortex épais . Il est glabre mais pruineux au sommet et fortement ridé chez l'adulte (inde nomen "elephantina" Bolton) d'abord blanc à crème à peine carné, parfois taché de brun-jaune à la base, puis taché de brunâtre avec l'âge.
La chair est épaisse de 10 -15 mm, dure, compacte, blanche puis brunissante, surtout dans la moelle du stipe, jaunâtre sous la cuticule, immuable [référence souhaitable] mais se tachant de brun-jaune dans les meurtrissures causées par les insectes. Sa saveur est douce et rappelle celle des noisettes, et son odeur est faible ou longtemps après la coupe, parfois un peu de poisson, ou de fromage. La sporée est crème ou crème jaunâtre à ocrée (récoltes canadiennes). Réaction vive et typique (sur le revêtement du stipe et la chair) en jaune orangé à saumoné brunissant au sulfate de fer. Positive au Gaïac; brun-rouge au phénol et jaune citron à l'eau anilinée (+ lames). 

### Espèces voisines ou ressemblantes
La Russule belette est facile à reconnaître à sa stature robuste, son chapeau longtemps convexe, toujours brun ocracé, mat et pruineux, parcouru de fines veines radiales, sa chair dure qui réagit en jaune orangé vif au sulfate de fer et son habitat. Son stipe puissant brise le sol autour d'elle et elle se montre souvent "chapeautée" de terre et d'aiguilles. Dans le même habitat, on écartera R. consobrina, de couleur un peu plus grise, a la marge cannelée-tuberculeuse et la chair très âcre. Bien que douce, R. integra se distingue facilement de mustelina, par la réaction orangée de cette dernière au FeSO4. En Amérique du Nord, elle peut être confondue avec la Russule brunâtre (Russula brunneola) qui est beaucoup plus commune. Elle a souvent un chapeau à teinte violacée et sa sporée est blanche. Il existe également une variété brune de la Russule à lames fourchues (Russula heterophylla), mais sa chair est moins ferme et ses lames sont interveinées près du pied [critère peu fiable, ce caractère existe aussi souvent chez mustelina].
Certains cueilleurs de champignons la prennent parfois pour un Cèpe de Bordeaux (Boletus edulis) auquel elle ressemble étrangement lorsqu'elle est jeune et émerge à peine du tapis d'aiguilles. Mais il suffit de retourner le chapeau pour reconnaitre sa méprise  : les russules ont un hyménium lamellé, alors que les cèpes ont un hyménium poré.

## Habitat et distribution

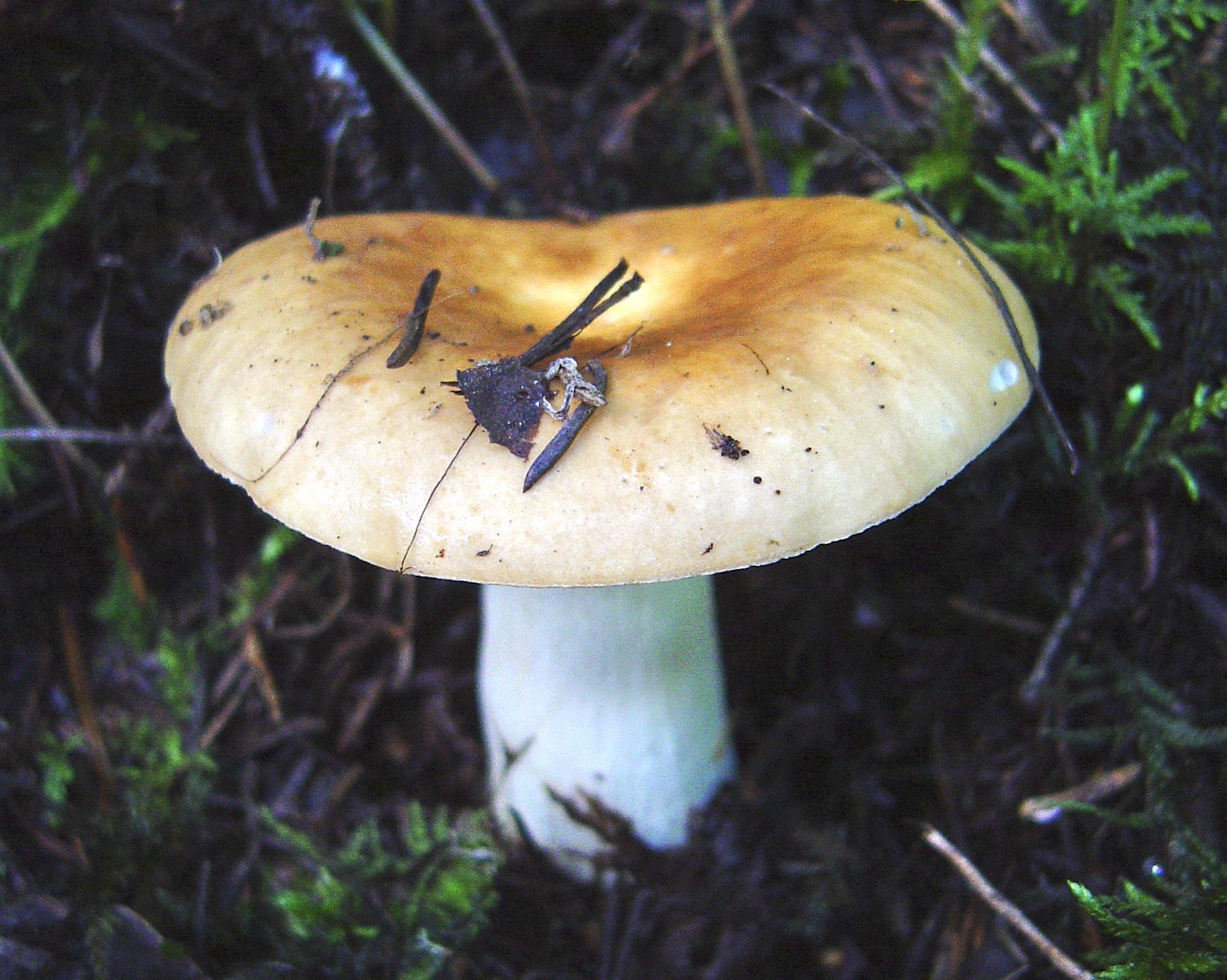
Une variante un peu plus pâle en Sibérie (Khantys-Mansis).

Cette russule ne fréquente que les bois à aiguilles, principalement les pessières d'altitude, mais aussi souvent les mélèzes. Elle est beaucoup plus fréquente dans les régions plus ou moins montagneuses d'Europe (Vosges, Auvergne, Aigoual), qu'en plaine, et fructifie de juillet à novembre, sans être commune partout.

## Comestibilité
La Russule belette est un champignon comestible, qui a ses amateurs dans certains pays. Les Allemands organisent des sorties "mustelina", en Forêt Noire notamment, où elle abonde. Il faut apprécier sa chair très dure, presque croquante (comme la courge crue). Elle est souvent utilisée pour épaissir les potages.